# Spilosoma griseabrunnea
Spilosoma griseabrunnea är en fjärilsart som beskrevs av Holloway 1976. Spilosoma griseabrunnea ingår i släktet Spilosoma och familjen björnspinnare. Inga underarter finns listade i Catalogue of Life.